# Fernando José de Portugal e Castro

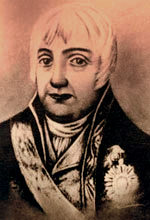
Fernando José de Portugal e Castro, Marquês de Aguiar

Fernando José de Portugal e Castro, Marquês de Aguiar (* 4. Dezember 1752 in Lissabon; † 24. Januar 1817 in Rio de Janeiro) war ein portugiesisch-brasilianischer Politiker, der unter anderem zwischen 1808 und 1817 erster Erster Minister des Königreichs Brasilien war. Zuvor war er zwischen 1801 und 1806 vorletzter Vizekönig von Brasilien.

## Leben
Fernando José de Portugal e Castro, Sohn von José Miguel de Portugal e Castro, 3. Marquês de Valença, wurde am 18. April 1788 Gouverneur von Bahia und verblieb in dieser Funktion bis zum 23. September 1801. Im Anschluss wurde er am 14. Oktober 1801 Nachfolger von José Luís de Castro Vizekönig von Brasilien (Vice-rei do Brasil) und bekleidete dieses Amt bis zum 14. Oktober 1806, woraufhin Marcos de Noronha e Brito seine Nachfolge antrat. Während dieser Zeit war er zudem Gouverneur von Rio de Janeiro.
Nachdem 1808 das Königreich Brasilien entstand, wurde Fernando José de Portugal e Castro am 10. März 1808 erster Erster Minister (Secretário de Estado dos Negócios do Reino) und bekleidete diesen Posten bis zu seinem Tode am 24. Januar 1817, woraufhin António de Araújo e Azevedo sein Nachfolger wurde. Während seiner Amtszeit fungierte er zwischen 1808 und 1812 zunächst zusätzlich als Finanzminister (Ministro da Fazenda) und wurde am 17. Dezember 1808 von Königin Maria I. von Portugal als Conde de Aguiar in den Adelsstand erhoben. Im Dezember 1813 wurde er zudem zum Marquês de Aguiar erhoben und bekleidete von 1814 bis 1816 zugleich die Ämter als Außenminister (Ministro das Relações Exteriores) sowie als Kriegsminister (Secretaria de Estado dos Negócios da Guerra).